# Nzega (Distrikt)
Nzega ist ein Distrikt in der Region Tabora mit dem Verwaltungssitz in der Stadt Nzega. Der Distrikt grenzt im Norden an die Region Shinyanga, im Osten an den Distrikt Igunga, im Süden und im Westen an den Distrikt Uyui.

## Geographie
Nzega ist 6629 Quadratkilometer groß und hat 574.498 Einwohner (Volkszählung 2022). Der Distrikt ist Teil des tansanischen Zentral-Plateaus in einer Höhe zwischen 1100 und 1300 Meter über dem Meer. Das sanft hügelige Land wird von Tälern durchschnitten, deren Flüsse nur temporär Wasser führen. Nur im äußersten Nordosten gibt es offenes Ackerland mit fruchtbaren Böden.
Das Klima in Nzega ist tropisch, Aw nach der effektiven Klimaklassifikation. In den Monaten Juni bis September fallen kaum Niederschläge, von November bis April regnet es durchschnittlich 100 bis 150 Millimeter pro Monat. Die Jahresniederschlagsmenge in der Hauptstadt Nzega liegt bei 822 Millimeter im Jahr bei einer Durchschnittstemperatur von 22,9 Grad Celsius.

## Verwaltungsgliederung
Der Distrikt wird in 36 Bezirke (Wards) gegliedert:
- Budushi
- Bukene
- Igusule
- Ikindwa
- Isagenhe
- Isanzu
- Itobo
- Kahamanhalanga
- Karitu
- Kasela
- Lusu
- Magengati
- Mambali
- Mbagwa
- Mbulu
- Milambo Itobo
- Mizibaziba
- Mogwa
- Muhugi
- Mwakashanhala
- Mwamala
- Mwangoye
- Mwantundu
- Mwasala
- Nata
- Ndala
- Nkiniziwa
- Puge
- Semembela
- Shigamba
- Sigili
- Tongi
- Uduka
- Ugembe
- Utwigu
- Wela

## Bevölkerung
Das jährliche Wachstum ging von 2,4 Prozent vor 2002 auf 1,9 Prozent zurück. Das ist die niedrigste Wachstumsrate in der Region. Von 2012 bis 2022 stieg das jährliche Wachstum auf 3,3 Prozent.

## Einrichtungen und Dienstleistungen
- Bildung: Für die Bildung der Jugend gibt es im Distrikt 146 Grundschulen und 31 weiterführende Schulen (Stand 2019).[7]
- Gesundheit: Im Jahr 2008 standen zwei Krankenhäuser, sechs Gesundheitszentren und 37 Apotheken zur Verfügung.[8]

| Der Distrikt hat große Waldflächen, Miombowälder auf guten Böden, Akazienwälder in trockenen Gebieten. - Landwirtschaft: Von der gesamten arbeitenden Bevölkerung waren zwei Drittel selbständige Bauern, 17 Prozent waren anderweitig selbständig und 12 Prozent waren im Haushalt tätig (Stand 2012). Eine Studie in zwei Dörfern des Distrikts zeigte, dass dort 85 beziehungsweise 95 Prozent der Bewohner Ackerbau betrieben und 20 / 30 Prozent auch Nutztiere hielten. Ein Drittel bis zu einer Hälfte verkaufte auch Feldfrüchte. Die Hauptnahrungsmittelpflanzen sind Reis und Mais, die höchsten Stückzahlen bei den Nutztieren hatten Hühner, Rinder und Ziegen. - Eisenbahn: Die Bahnlinie von Tabora nach Mwanza und Geita führt von Süden nach Norden durch den westlichen Teil des Distriktes. - Straßen: In Nzega kreuzen sich die Nationalstraße T3 von Dodoma über Singida nach Ruanda und die Nationalstraße T8 von Mbeya über Tabora nach Shinyanga und Mwanza. | Die zur Anzeige dieser Grafik verwendete Erweiterung wurde dauerhaft deaktiviert. Wir arbeiten aktuell daran, diese und weitere betroffene Grafiken auf ein neues Format umzustellen. (Mehr dazu) |

## Sonstiges
- Die Kreisstadt Pinneberg hat eine Partnerschaft mit dem Distrikt Nzega.[16]